# Albert Carnoy
Albert Joseph Carnoy (Leuven, 7 november 1878 - Leuven, 12 januari 1961) was een Belgisch hoogleraar en politicus voor de Katholieke Partij.

## Levensloop

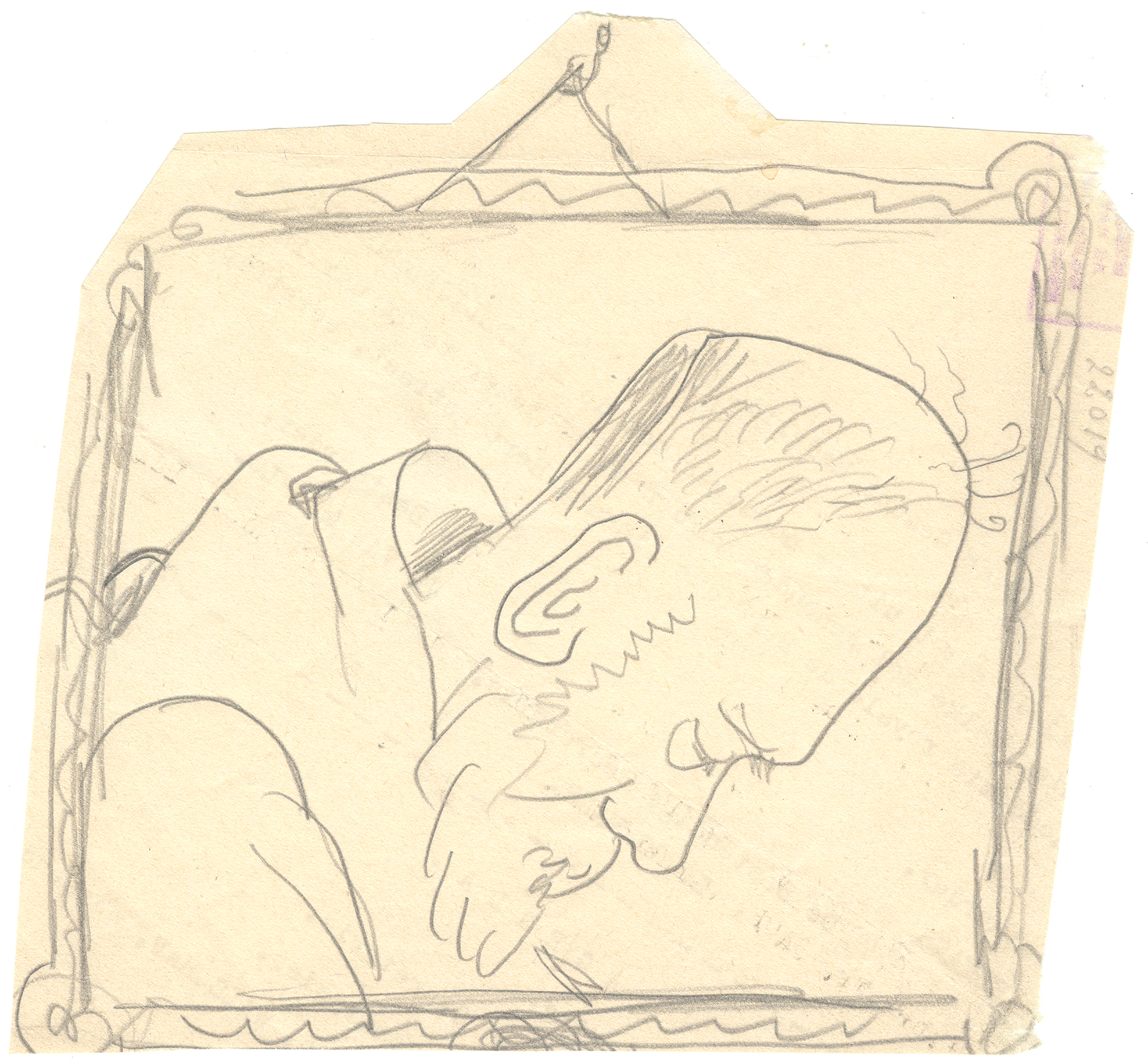
Tekening van Albert Carnoy door Felix Timmermans

Carnoy studeerde aan het Sint-Pieterscollege in Leuven, waarna hij in 1901 promoveerde tot doctor in de Romaanse filologie en in 1902 tot doctor in de klassieke filologie aan de Katholieke Universiteit Leuven. Hij was lid van K.A.V. Lovania Leuven, een studentenvereniging die behoorde tot het Cartellverband der katholischen deutschen Studentenverbindungen.
Na zijn studies werkte Carnoy van 1902 tot 1904 als docent van de Katholieke Universiteit Leuven. Vervolgens was hij er van 1904 tot 1908 buitengewoon hoogleraar en van 1908 tot 1955 gewoon hoogleraar aan de faculteit wijsbegeerte, letteren en aan het Instituut voor Oriëntalisme. Van 1915 tot 1918 doceerde ook hij aan de University of Pennsylvania in Philadelphia en van 1918 tot 1919 aan de University of California in Berkeley.
Van 1921 tot 1936 zetelde Carnoy voor de Katholieke Partij in de Belgische Senaat als rechtstreeks gekozen senator voor het arrondissement Brussel. In de Senaat vertegenwoordigde hij de christelijke arbeidersbeweging. In 1923 stelde hij er een parlementair verslag op over het voorstel tot vernederlandsing van de Gentse Universiteit van minister van Onderwijs Pierre Nolf. Van 1927 tot 1929 was hij eveneens minister van Binnenlandse Zaken en Volksgezondheid.
De Franstalige Carnoy had een warme sympathie voor de Vlaamse Beweging. Na de stichting van de Vlaamse Toeristenbond in 1922 was hij er enkele jaren bestuurslid. Ook was hij vanaf 1923 briefwisselend en vanaf 1930 werkend lid van de Koninklijke Vlaamse Academie voor Taal- en Letterkunde. In 1940 werd hij bestuurder van deze academie.
In 1935 werd hij het voorwerp van beschuldigingen van Rex over politiek-financiële collusie en trok zich terug uit de politiek.

## Publicaties
Carnoy was een belangrijk etymoloog. Hij publiceerde de volgende werken over dit onderwerp:
- Le latin d'Espagne d'après les inscriptions. Étude linguistique, 2e édition, Misch et Thron, Bruxelles, 1906.
- Origine des noms de lieux des environs de Bruxelles, Bieleveld, Brussel, 1926.
- Dictionnaire étymologique du nom des communes de Belgique y compris l'étymologie des principaux noms de hameaux et de rivières, Editions Universitaires, Leuven, 1939-1940.
- Origines des noms des communes de Belgique, y compris les noms des rivières et principaux hameaux, Universitas, Leuven, 1948-1949.
- Origines des noms de famille en Belgique, Universitas, Leuven, 1953.